# Италийский поход (663)
Италийский поход 663 года — военная кампания византийского императора Константа II в Италии.
В 662 император Констант II, потерпевший поражение в войне с арабами, и не надеявшийся отстоять Малую Азию, принял решение перенести центр империи в Италию. Отплыв из Константинополя, и посетив по пути Фессалонику и Афины, он прибыл на Сицилию. Для осуществления своего намерения ему следовало разгромить лангобардов и вернуть под власть империи италийские земли.

## Война с Беневентом
В 663 византийская армия высадилась в Таренте, откуда выступила на север для завоевания Беневентского герцогства. Продвигаясь к столице, византийцы без боя овладевали италийскими городами. Луцерия, оказавшая сопротивление, была взята штурмом и сровнена с землей. Первую неудачу император потерпел под стенами Агеренции (Ачеренца), обладавшей сильными укреплениями. Затем византийцы окружили Беневент и начали осаду. Герцог Ромуальд I храбро оборонялся, но войско императора значительно превосходило противника числом и располагало многочисленными осадными орудиями.
Ромуальд направил к отцу, королю Гримоальду, своего наставника Сесуальда с просьбой о помощи. Узнав о приближении королевского войска, император не решился продолжать осаду и пытался заключить мир с Ромуальдом. По словам Павла Диакона, византийцы схватили Сесуальда, пытавшегося пробраться в город с известием о подходе Гримоальда, и под страхом смерти потребовали, чтобы тот подошёл к стенам и объявил, что помощи не будет. Сесуальд обещал выполнить их требование, но увидев Ромуальда, прокричал, что его отец стоит в 50 милях от Беневента на берегу реки Сангр. Разгневанный император приказал отрубить лангобарду голову и забросить её в крепость с помощью катапульты.
Заключив соглашение с герцогом, император взял в заложницы его сестру Гизу и отступил в Неаполь. Гримоальд, которого по пути покинули многие предводители, опасавшиеся византийцев и не доверявшие королю, соединился с войсками сына. Граф Капуи Митола нанес отступавшему Константу поражение у реки Калоре. После прибытия в Неаполь Констант направил против Ромуальда 20-тысячный отряд под командованием Сабурры, который, по словам Павла Диакона, обещал разгромить лангобардов. Возможно, эти силы были выставлены в качестве заслона. Сабурра занял позицию у местечка Форино, между Авеллино и Ночерой, в 25 милях от Неаполя. Там он был атакован войском Ромуальда и разбит, понеся большие потери.

## Поход на Рим
Потерпев неудачу в войне с лангобардами, Констант выступил из Неаполя по Аппиевой дороге в поход на Рим, куда вступил 5 июля. Папа Виталий с клиром и народом встретил императора у шестого милевого столба. Впервые почти за двести лет столицу посетил римский император. 9 июля он побывал в соборе святого Петра, где совершил торжественное шествие в присутствии войска. По-видимому, Констант II остановился в полуразрушенном дворце цезарей, где находилась резиденция римского герцога. Пришедший в запустение и обезлюдевший город мало подходил на роль столицы, поэтому император пробыл там всего 12 дней, совершая паломничества к святыням. Пребывание в Вечном городе он использовал для того, чтобы лишить древнюю столицу последних следов былого величия. Из Рима были вывезены все бронзовые статуи, кроме знаменитой конной скульптуры императора Марка Аврелия. Посетив Пантеон, превращенный в храм Богоматери и всех мучеников, Констант восхитился позолоченной бронзовой черепицей и распорядился снять её и отослать в Константинополь. То же самое он намеревался сделать с черепицей собора святого Петра, но побоялся восстания горожан. 17 июля он покинул город, морем достиг Неаполя, оттуда по суше прошел в Регий, и переправился в Сиракузы.

## Результаты
Констант не только не добился успеха в войне, но ещё и осложнил положение Равеннского экзархата, так как король Гримоальд отныне не считал себя связанным прежними мирными соглашениями, захватил и разрушил Форум Ливия на Фламиниевой дороге, а также овладел Опитергием в провинции Венеция. В дальнейшем положение в Северной и Средней Италии стабилизировалось, но на юге лангобарды перешли в наступление. Констант реформировал систему управления и обороны, создав автономный Неаполитанский дукат, и, вероятно, объединив византийские владения на юге Италии под управлением дукса Калабрии. Между 665 и 675 герцог Ромуальд захватил Тарент, Брундизий и обширную территорию в Лукании, разрезав Калабрийский дукат надвое. Ко времени заключения мирного договора (ок. 680) византийские владения на юге свелись к районам Бруттия, ставшего с этого времени называться Калабрией, и южной оконечности Апулии с городами Отранто и Галлиполи.
Император Констант оставался в Сиракузах, ставших его резиденцией, до самой смерти в 668. Он сосредоточился на усилении обороны Африки, для чего обложил западные провинции империи непомерными поборами. Недовольство населения и константинопольской знати, не желавшей оставаться на Сицилии, привело к серьезному политическому кризису, убийству Константа и узурпации власти Мизизием. Вывезенные из Рима статуи попали в руки арабов, совершивших нападение на Сиракузы и разграбивших город.